# Mas-Saintes-Puelles
Mas-Saintes-Puelles – miejscowość i gmina we Francji, w regionie Oksytania, w departamencie Aude.
Według danych na rok 1990 gminę zamieszkiwało 720 osób, a gęstość zaludnienia wynosiła 26 osób/km² (wśród 1545 gmin Langwedocji-Roussillon Mas-Saintes-Puelles plasuje się na 421. miejscu pod względem liczby ludności, natomiast pod względem powierzchni na miejscu 235.).

## Zabytki
Zabytki w miejscowości posiadające status Monument historique:
- Kanał Południowy – maison éclusière de Laurens (Canal du Midi – maison éclusière de Laurens)
- Kanał Południowy – écluse triple de Laurens (Canal du Midi – écluse triple de Laurens)
- kościół Saintes-Puelles (Église Saintes-Puelles)
- Maison Nicol